# 月城原子力発電所

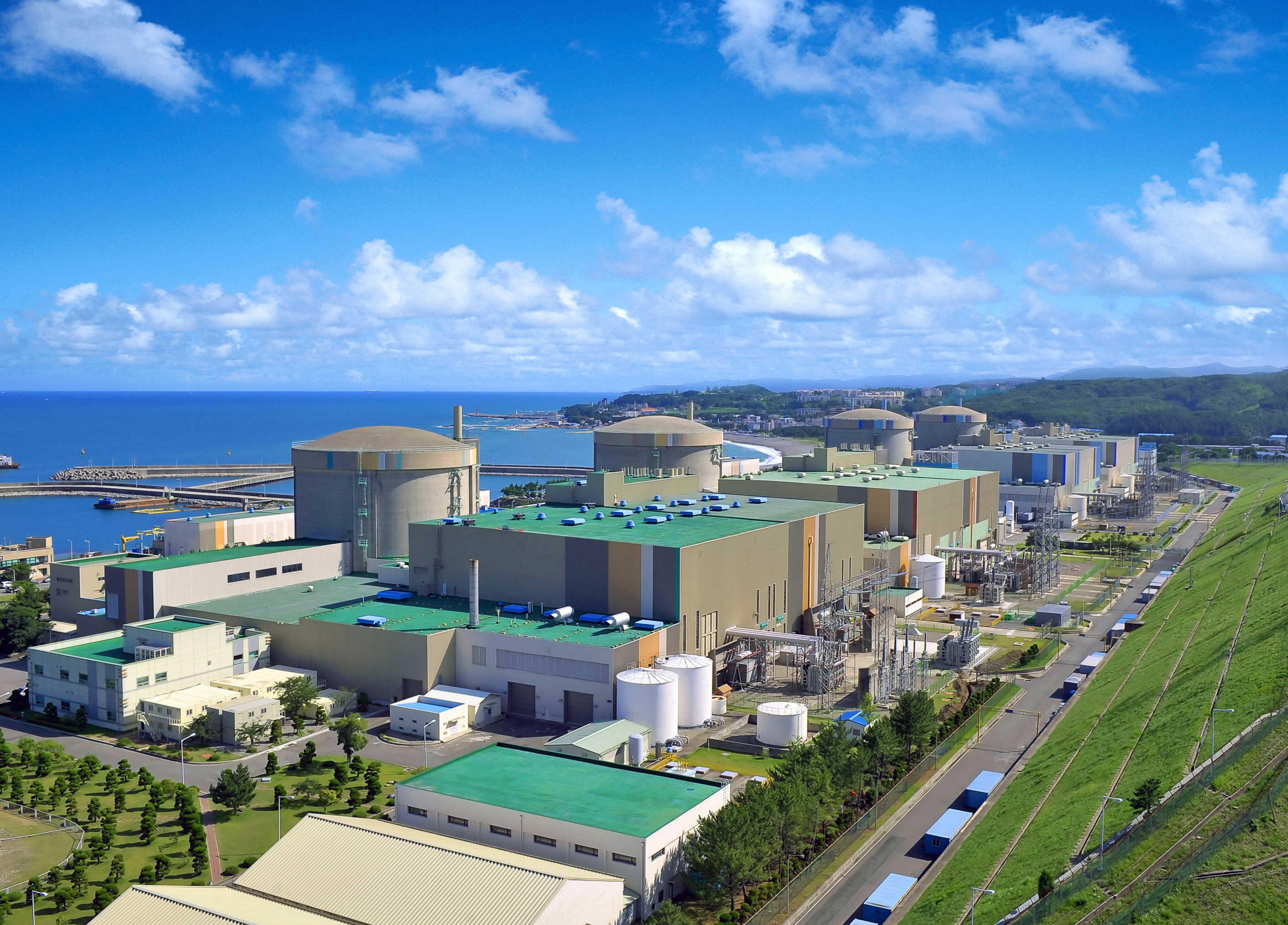
月城原子力発電所

月城原子力発電所（ウォルソンげんしりょくはつでんしょ）は、大韓民国慶尚北道慶州市陽北面にある原子力発電所。運営は韓国水力原子力がおこなっている。総出力は新月城原子力発電所とあわせて477.9万kWである。

## 概説
1号機から4号機まで、原子炉に世界的に少数派であるCANDU炉（カナダ型重水炉）を使用していることが特徴。1号機は、韓国内で2番目の原子力発電所として1982年に稼働を開始した。3、4号機は1990年代に稼働を開始している。2012年7月には新月城1号機が稼働した。
2015年2月27日、設計寿命とされる30年が過ぎていた1号機の稼動期間を2022年まで延長することが決定したが、安全性についてIAEAの最新の基準を満たしていないという指摘がなされている。2017年に発足した文在寅政権は脱原発に舵を切り、同年6月の古里原発1号機の停止式典で月城1号機の早期閉鎖を明言した。2018年6月15日、韓国水力原子力は理事会を開催し、1号機の早期閉鎖を決定。2019年12月24日の原子力安全委員会の採決により閉鎖が決定された。
2020年10月20日、韓国監査院は月城原発1号機の早期閉鎖の根拠となった経済性評価について、過小評価があったとする結論を発表した。監査院の決定を受けて、大田地方検察庁は脱原発を掲げる文在寅政権の意向を酌んで採算性を意図的に低く評価した疑いがあるとして、捜査を開始した。

## 設備
|             | 運転開始      | 原子炉形式     | 設備容量 (kW) | 発電量 (MWh) | 総累計 (MWh) |
| ----------- | ------------- | -------------- | ------------- | ------------ | ------------ |
| 月城1号機   | 1983年4月22日 | CANDU炉        | 67万 8千      | 5,080,434    | 131,198,080  |
| 月城2号機   | 1997年7月1日  | CANDU炉        | 70万          | 5,910,585    | 67,323,603   |
| 月城3号機   | 1998年7月1日  | CANDU炉        | 70万          | 5,958,123    | 62,526,838   |
| 月城4号機   | 1999年10月1日 | CANDU炉        | 70万          | 6,057,621    | 57,014,623   |
| 新月城1号機 | 2012年7月31日 | KSNP(OPR-1000) | 100万         |              |              |
| 新月城2号機 | 2015年7月24日 | KSNP(OPR-1000) | 100万         |              |              |

## トラブル
月城原発においては過去に故障などのトラブルが50回以上を数えるといい、2012年11月で30年の設計寿命をむかえる1号機は過去10年間で8回故障、特に2012年に入ってからは4回故障している。
- 2009年3月13日、燃料棒2本が水槽に落ちる事故があり、放射性物質漏れにより労働者1人が被曝。この事故は2014年11月に明らかになった[10]。
- 2012年1月12日、1号機の4台ある冷却材ポンプの1台でベアリングに高温信号を確認して原子炉が自動停止[11]。
- 2012年9月16日、1号機の変圧器が故障、タービンと発電機が停止[12]。
- 2012年7月中旬、電圧調節装置のエラーで発電機が停止[13]。
- 2012年10月30日、運転中にタービン停止信号を確認、発電停止[14]
- 2015年5月16日、使用済み燃料棒2本が分離し、1本が水中落下防止用保護施設(鉄網)に落下[15]。
- 2017年10月、3号機のバルブ故障で重水110kgが漏出する事故。
- 2018年6月11日、3号機で作業を行っていた作業員のミスにより、冷却材バルブが26分間にわたり開いた状態となり重水3630kgが漏出。作業員29人が被曝した[16]。
- 2024年6月22日、4号機の使用済み核燃料貯蔵槽にあった貯蔵水（原文ママ）のうち2.3トンが排水口を通じて海に放出されたと発表。放射線量は人体に害がないと考えられる放射線の量的限界を大きく下回るとした[17]。

2012年7月に稼働した新月城1号機でも2013年4月に異常停止が発生。5月になって制御ケーブルが試験結果を偽装した不良品であったことが判明したため新古里原子力発電所2号機とともに運転を中止している
。